# 迪洛韋
47°56′9″N 24°10′30″E / 47.93583°N 24.17500°E

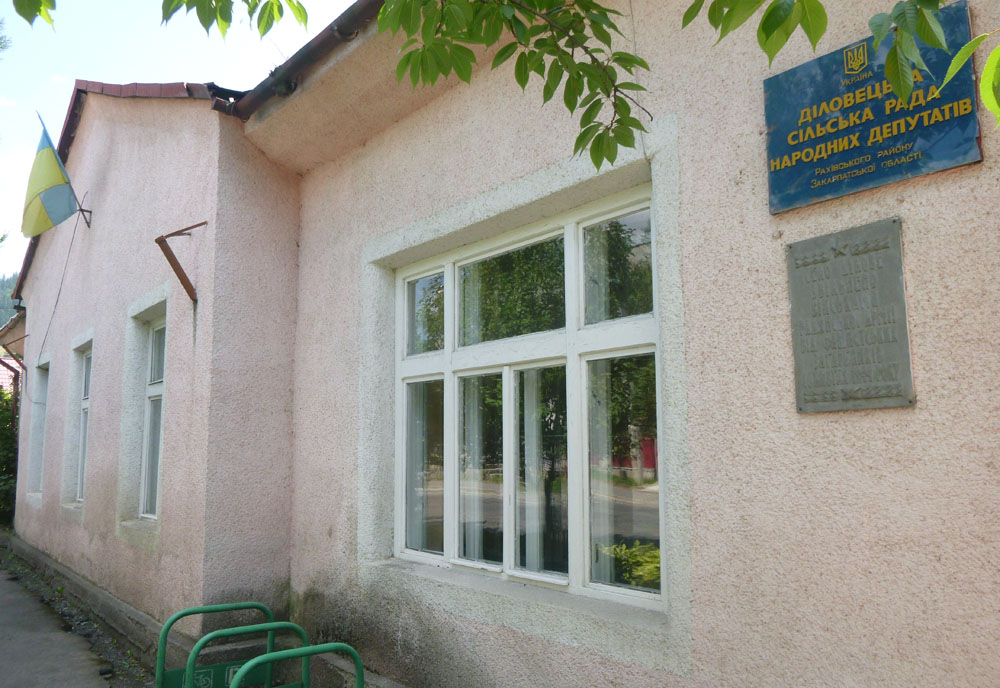

迪洛韋（羅馬化：Dilove）是烏克蘭的村落，位於該國西部外喀爾巴阡州，由拉希夫區負責管轄，分別距離伊萬諾-弗蘭科夫斯克140公里和烏日霍羅德190公里，始建於1747年，面積8.6平方公里，海拔高度352米，2006年人口2,673。